# 高安路
高安路是中國上海市徐汇区的一条街道，南北走向，北起淮海中路，南至肇嘉浜路，一条全长约一公里的柏油马路，路宽15米至16.5米，道路两侧法国梧桐成荫。

## 道路历史
高安路原名高恩路（Route Andre Cohen），1914年由上海法租界公董局修筑。1930年代，上海的多层公寓建设进入鼎盛时期，高安路也进入了建设繁荣期。当时的上海，资金充沛，劳动力低廉，建筑材料过剩，而工商业的繁荣和文化娱乐行业的兴盛又使一部分人在经济上有实力租住高档住宅，随着房地产商的进入，位于法租界核心区的高安路沿街建成了众多高质量的西式高层公寓。2010年8月，上海市政府出于保持建筑历史原貌的目的发布了六十四条永不拓宽的「一类保护道路」，高安路就是其中一条。街道两侧的建筑风格、尺度将保持历史原貌。

## 著名历史建筑

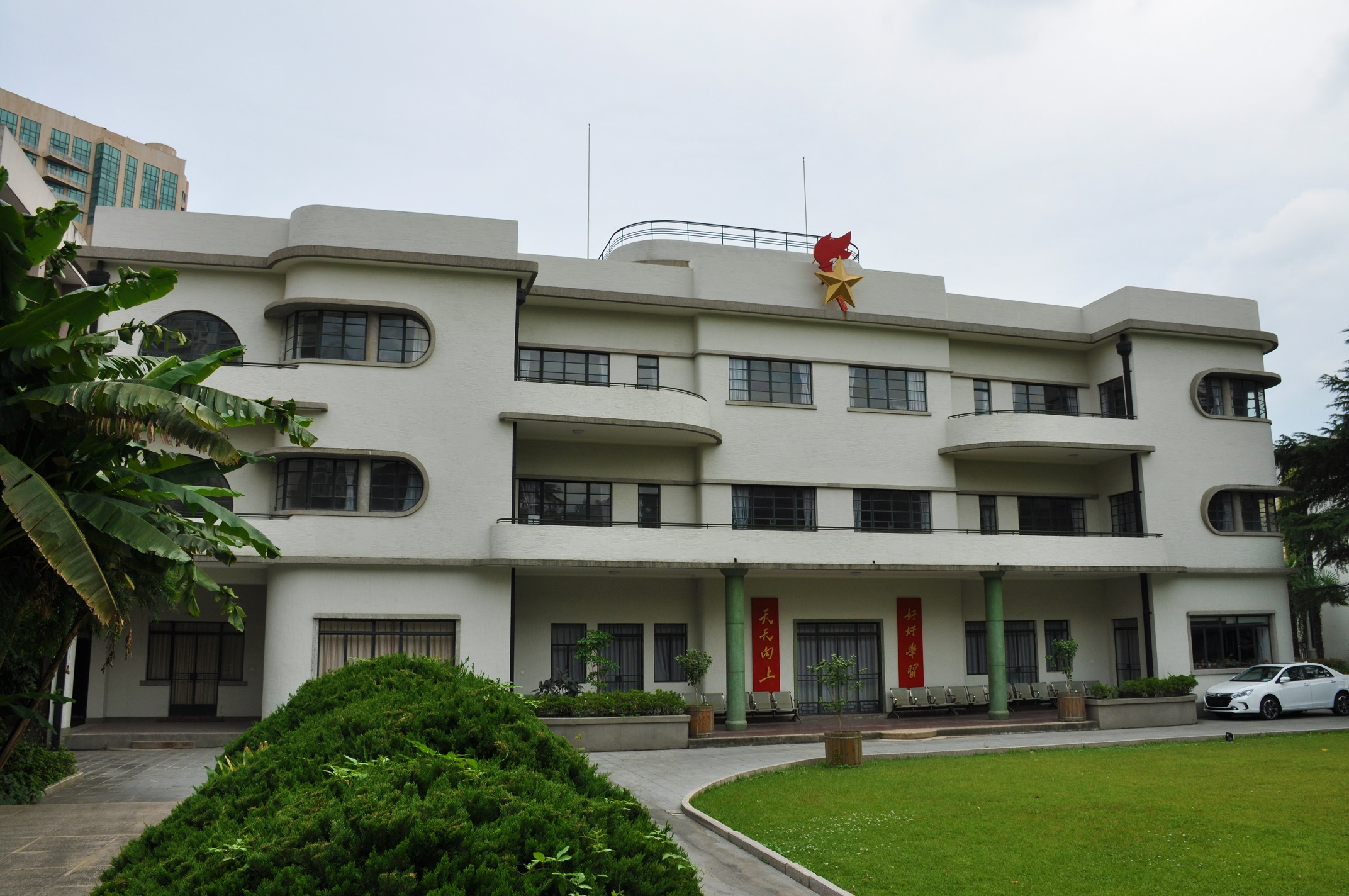
荣德生住宅

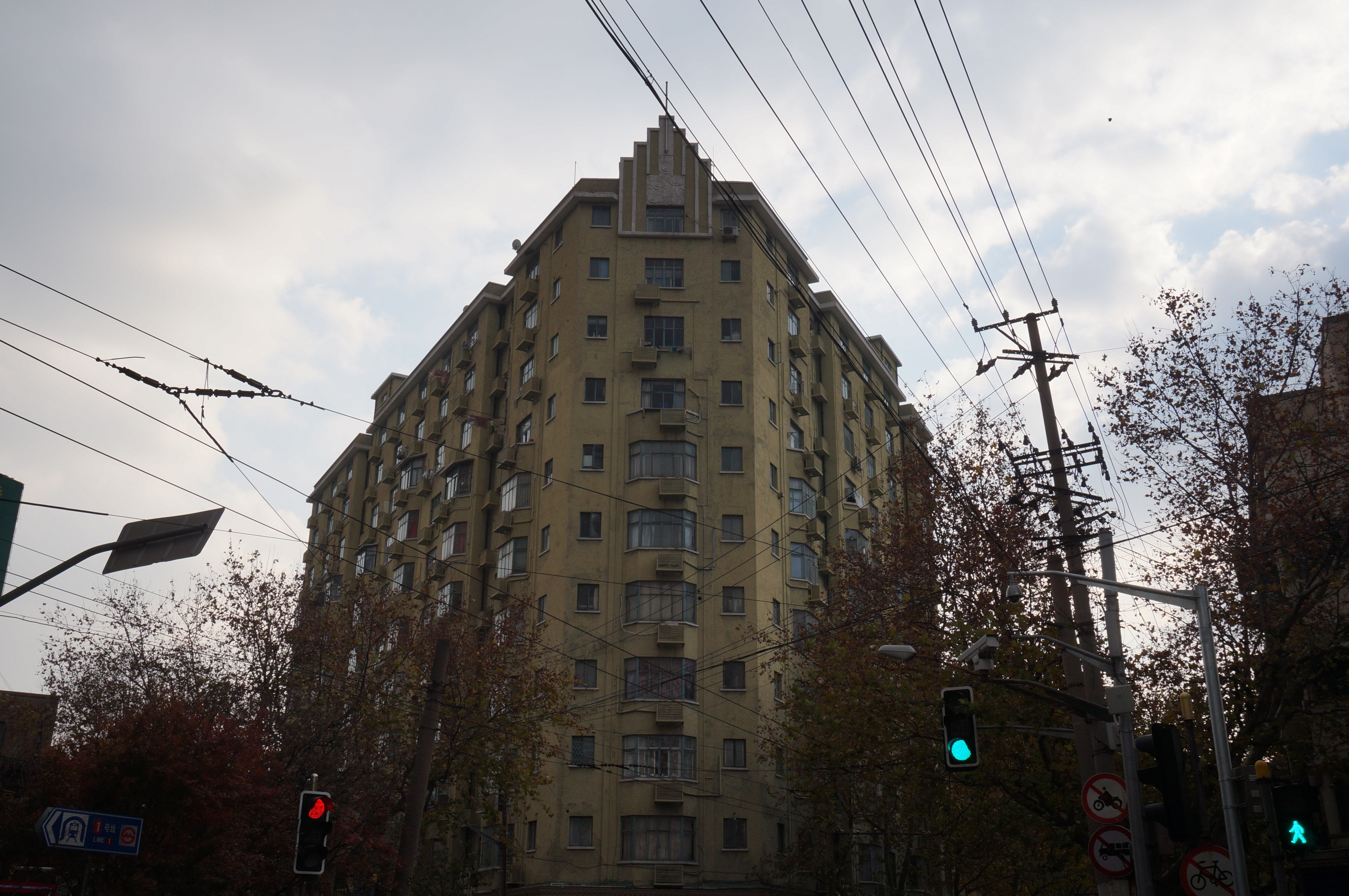
西湖公寓

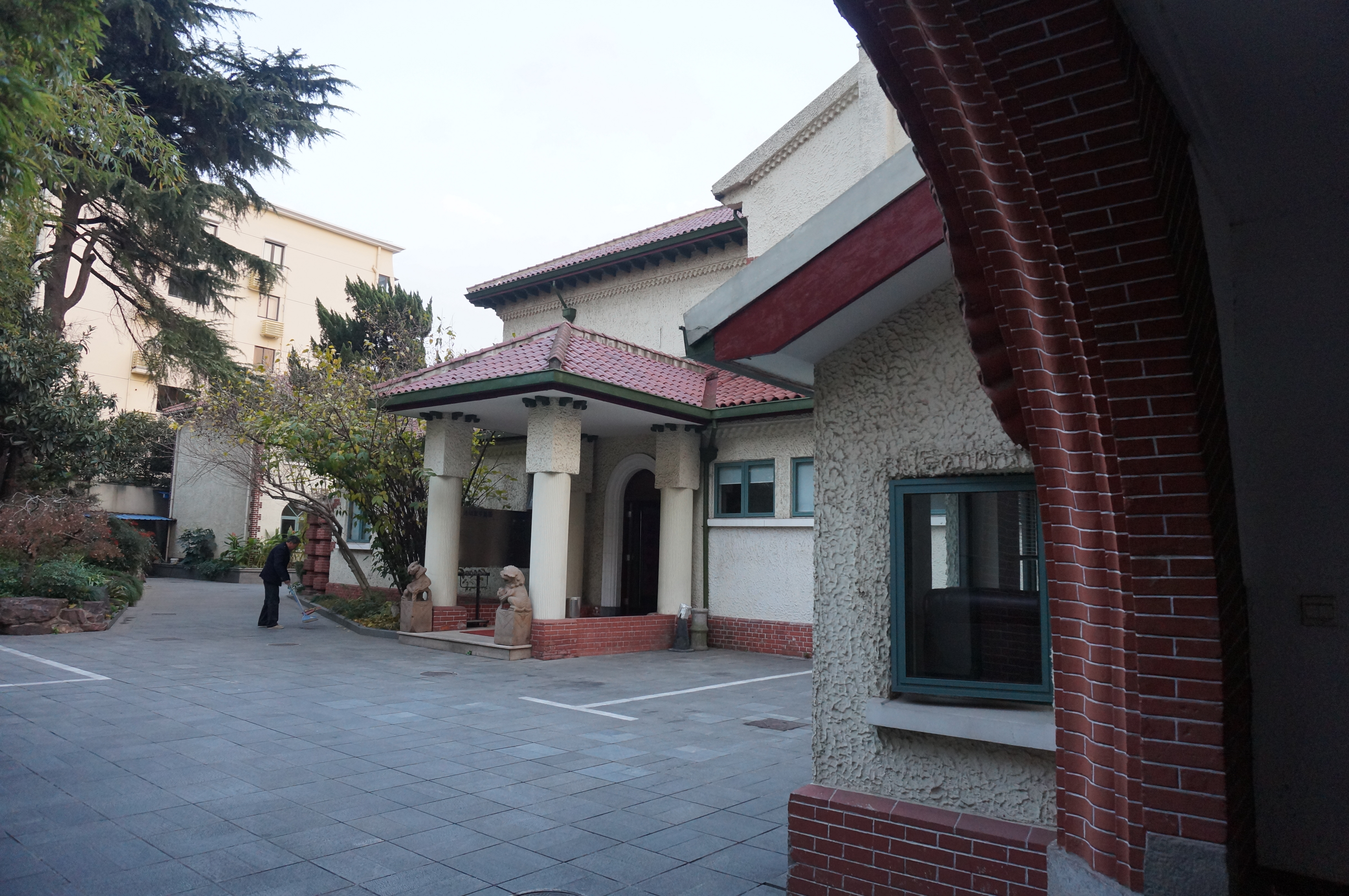
励家花园

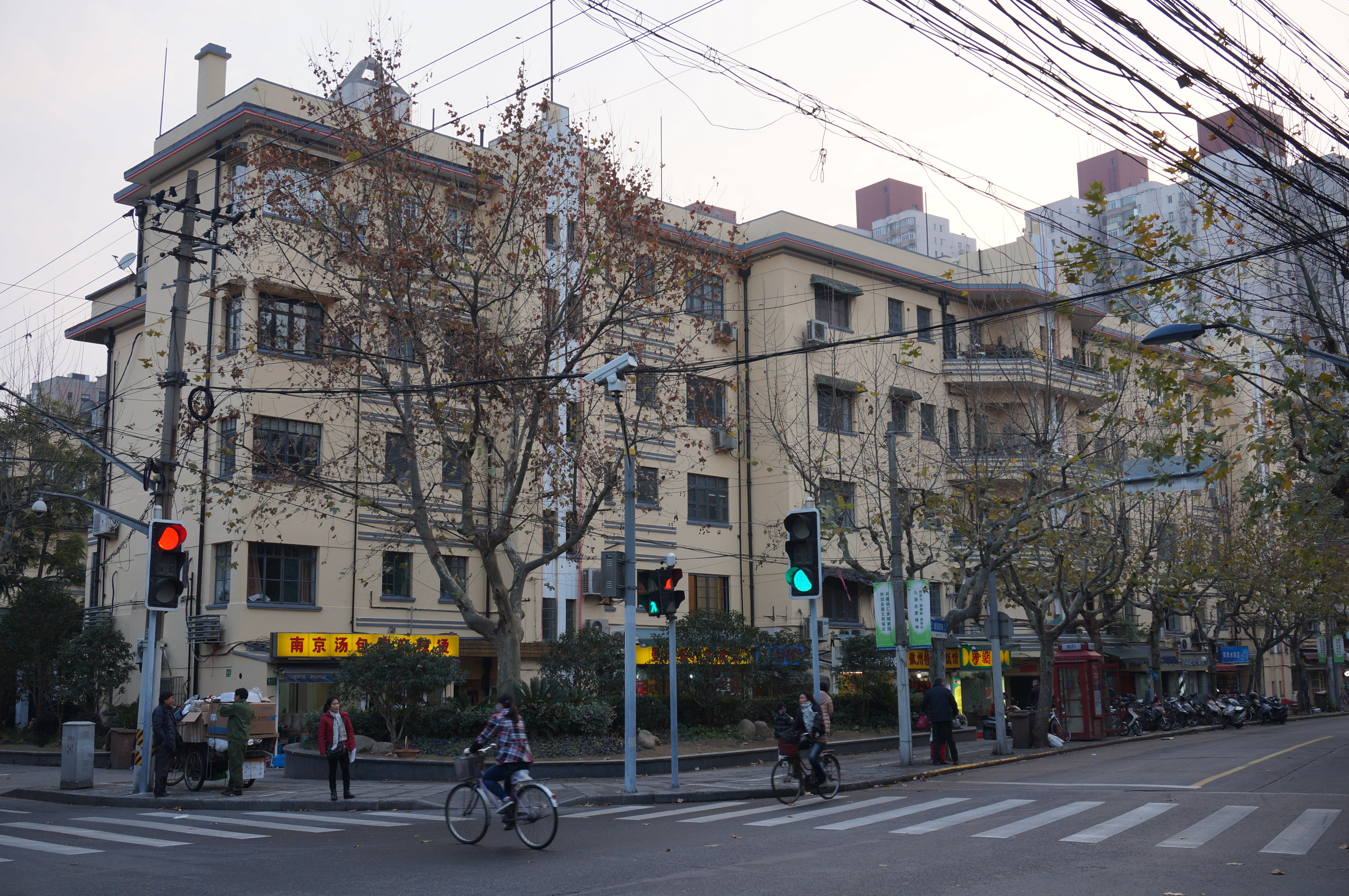
建安公寓

### 高安公寓
高安路14号的高安公寓位于高安路康平路路口，原名阿麦仑公寓，建于1941年，是上海市优秀近代保护建筑。高安公寓是六层混合结构，由于地处路口，建筑师因地制宜将平面设计成弧形，建筑立面配合弧形平面，以黄色面砖饰面，辅以白色花台、窗套和挑檐线条，为现代建筑风格建筑。底层原先为门厅、车库和司机宿舍。二至四层每层为一个两室户和一个三室户，每户东南向设有内阳台和挑出花台。此外，还有佣人房，消防辅助楼梯平日作为佣人出入通道。公寓房屋面积大，采光通风好，五、六层为跃层户，由弧形楼梯相连，六层有扇形大房间和圆形小房间。

### 荣德生住宅
高安路18弄20号是一栋现代建筑风格的花园住宅，建于1939年。该三层平顶建筑，形体简洁，淡于装饰。在色彩上，遮阳板，层间线以及窗框线的白色与墙体的黄色形成反差，使得视觉效果强烈。在水平线条中，该建筑又多处采用弧形阳台和楼梯间，部分横向窗带两边也用弧形收头，呈现出风行二十世纪三、四十年代的「流线型」的时代特征。一楼门厅的两根承重柱采用古典的陶立克式柱头装饰。该住宅最初为中国著名实业家荣德生的私宅，1956年起先由徐汇区少年之家使用，1960年后改名为徐汇区少年宫，并沿用至今

### 西湖公寓
位于衡山路303-307号、高安路48号的西湖公寓原名华盛顿公寓，建于1928年，是一栋以绿色为墙面的老式公寓，因地处锐角形街角，总平面略呈三角形。公寓受装饰艺术风格影响，局部纵向窗间有白色几何装饰图案，入口门框呈向上层层收缩形态，是上海市优秀历史建筑。

### 励家花园
高安路63号是励家花园，早年是大实业家厉树雄的私人住宅，1930年由赖安洋行设计，属于砖木结构的地中海式建筑，是上海仅有的两栋地中海风格小洋楼中的一栋。建筑沿街立面下部砖饰，上部水泥拉毛，在山墙的檐口西部有连续的双层半圆齿形装饰，出檐的开敞圆拱形门十分引人注目，该建筑现为上海市建筑系统的老干部活动室。

### 建安公寓
高安路78弄1-3号是建于1932年的建安公寓，原名方建公寓、建成公寓。属现代派风格建筑，局部装饰艺术效果突出。公寓北楼中部为5层，两侧为4层；南楼中部为4层，两侧为3层。两楼均为钢筋混凝土结构，南北二楼中部用柱廊联接，楼前楼后布置绿化。底层为车库，公寓分成两室户、三室户和四室户，北楼每个单元楼面还设计了垃圾管道口。公寓建筑立面以功能处罚作凹凸处理，并通过实墙面和挑阳台虚实处理手法，使立面层次丰富。
北楼641号29室曾为上官云珠旧居

## 重大事件

### 荣德生绑架案
1946年4月25日，71岁的知名实业家荣德生在其高安路私宅前被绑架，当时荣德生的汽车刚一到家门口，四名绑匪冒充淞沪警备司令部工作人员，将荣德生架到了另一辆汽车扬长而去。随后绑匪索要50万美金赎金，在荣家交付了赎金后被关押34天的荣德生得以释放。这一事件在当时被称为「上海滩绑票第一大案」。

## 徐汇区文物保护单位
| 文物保护单位名称 | 地址       | 公布日期 | 照片 |
| ---------------- | ---------- | -------- | ---- |
| 励家花园         | 高安路63号 | 2004.1.5 |      |

## 徐汇区登记不可移动文物
| 名称                 | 地址           | 公布日期   | 照片 |
| -------------------- | -------------- | ---------- | ---- |
| 徐汇区少年宫         | 高安路18弄20号 | 2003.08.18 |      |
| 高安路25号住宅       | 高安路25号     | 2003.08.18 |      |
| 高安公寓             | 高安路14号     | 2003.08.18 |      |
| 高安路72号花园住宅   | 高安路72号     | 2010.11.24 |      |
| 高安路6弄1号花园住宅 | 高安路6弄1号   | 2010.11.24 |      |
| 高安路99号花园住宅   | 高安路99号     | 2010.11.24 |      |

## 徐汇区文物保护点[8]
| 序号 | 名称                   | 地址             |
| ---- | ---------------------- | ---------------- |
| 104  | 高安路103号花园住宅    | 高安路103号      |
| 105  | 高安路16号花园住宅     | 高安路16号       |
| 106  | 高安路18弄11号花园住宅 | 高安路18弄11号   |
| 107  | 高安路59号住宅         | 高安路59号       |
| 108  | 高安路6弄2号花园住宅   | 高安路6弄2号     |
| 109  | 高安路71弄1、2号住宅   | 高安路71弄1、2号 |
| 110  | 高安路71弄4-9号住宅    | 高安路71弄4-9号  |
| 111  | 高安路73弄1、2号住宅   | 高安路73弄1、2号 |
| 112  | 高安路93号住宅         | 高安路93号       |
| 113  | 高安路95号花园住宅     | 高安路95号       |

## 其他信息

### 沿街公共机构
- 上海图书馆（淮海中路1555号，高安路一侧有边门）
- 高安路第一小学（康平路4弄9号）
- 徐汇区少年宫（高安路18弄20号）
- 上海市公务员局（高安路19号）

### 交会道路（北向南）
- 淮海中路
- 康平路
- 衡山路
- 建国西路
- 肇嘉浜路